# Guatteria poeppigiana
Guatteria poeppigiana este o specie de plante angiosperme din genul Guatteria, familia Annonaceae, descrisă de Carl Friedrich Philipp von Martius. Conform Catalogue of Life specia Guatteria poeppigiana nu are subspecii cunoscute.